# El mundo gira
«El Mundo Gira» es el undécimo episodio de la cuarta temporada de la serie de televisión estadounidense de ciencia ficción The X-Files. Se estrenó en la cadena Fox de Estados Unidos el 12 de enero de 1997. Fue escrita por John Shiban y dirigida por Tucker Gates. El episodio es una historia del «monstruo de la semana», desconectada de la amplia mitología de la serie. «El Mundo Gira» recibió una calificación Nielsen de 13,3 y fue visto por 22,37 millones de personas en su transmisión inicial, y recibió críticas mixtas a negativas de los críticos de televisión.
El programa se centra en los agentes especiales del FBI Fox Mulder (David Duchovny) y Dana Scully (Gillian Anderson), quienes trabajan en casos relacionados con lo paranormal, llamados expedientes X. Mulder cree en lo paranormal, y la escéptica Scully ha sido asignada para desacreditar su trabajo. En este episodio, una lluvia extraña y mortal en un campamento de trabajadores migrantes envía a Mulder y Scully tras la pista de una bestia mítica: el Chupacabras. Lo que descubren es un extraño crecimiento de hongos que afecta a los inmigrantes ilegales.
Shiban se inspiró para escribir «El Mundo Gira» después de notar las largas filas de trabajadores migrantes que a menudo veía en su trabajo cuando trabajaba como programador de computadoras en el área de Los Ángeles. Lo combinó con una idea que tenía sobre un hongo contagioso. El creador de la serie, Chris Carter, se sintió atraído por los aspectos de telenovela del episodio, y el título del episodio es la traducción al español de «The World Turns». El campamento de inmigrantes utilizado en el episodio se construyó desde cero en un terreno baldío cerca del aeropuerto de Boundary Bay en Vancouver. Este sitio se volvió a utilizar más tarde en el episodio «Tempus Fugit».

## Argumento
Los agentes Fox Mulder (David Duchovny) y Dana Scully (Gillian Anderson) investigan la muerte de María Dorantes, una inmigrante ilegal de México que vive en el Valle de San Joaquín cerca de Fresno, California, que fue encontrada muerta, con la cara parcialmente carcomida, después de que una lluvia amarilla cayera del cielo. María fue objeto del amor de dos hermanos, Eladio (Raimundo Cruz) y Soledad Buente; Soledad culpa a su hermano por su muerte. Los migrantes creen que el llamado «Chupacabras» fue responsable de su muerte, a pesar de que ninguna de las circunstancias de la muerte se parece en nada a los informes del Chupacabras. Mulder, asistido en el caso por el agente mexicano-estadounidense del INS Conrad Lozano, puede rastrear e interrogar a Eladio, que asusta a los otros inmigrantes. Mientras tanto, Scully descubre que María fue asesinada por un hongo conocido como Aspergillus.
Eladio escapa mientras lo deportan, matando a un camionero en el proceso. Un examen clínico del conductor muestra que su muerte fue causada por un rápido crecimiento de Trichophyton, el hongo del pie de atleta. Scully lleva muestras de los hongos fatales a un micólogo, quien descubre que su crecimiento anormalmente rápido fue causado por una enzima no identificable. Esta revelación lleva a Scully a sospechar que Eladio es un portador involuntario de la enzima, lo que requiere su captura inmediata. Eladio, buscando regresar a México, se encuentra con su prima Gabrielle para pedirle dinero. Trabaja con un capataz de construcción por el día para hacer el dinero. Soledad lo persigue, buscando matarlo, pero encuentra muerto al capataz. Eladio escapa en la camioneta del capataz y se dirige a la tienda de comestibles donde trabaja Gabrielle, propagando el crecimiento de hongos. Posteriormente, los agentes se enfrentan a Soledad en el supermercado y descubren a otra víctima muerta del hongo.
Eladio vuelve a ver a Gabrielle, pero ahora se ha deformado por el hongo. Gabrielle, que le tiene miedo, le da su dinero y miente a los agentes sobre su ubicación cuando vienen a verla. En realidad, Eladio ha regresado al campamento donde murió María, donde Lozano intenta instigar a Soledad para que mate a su hermano. Soledad descubre que no puede hacerlo, y Lozano lucha con él, muriendo accidentalmente cuando se dispara el arma. Soledad se convierte él mismo en portador del crecimiento del hongo y huye con Eladio hacia México.

## Producción

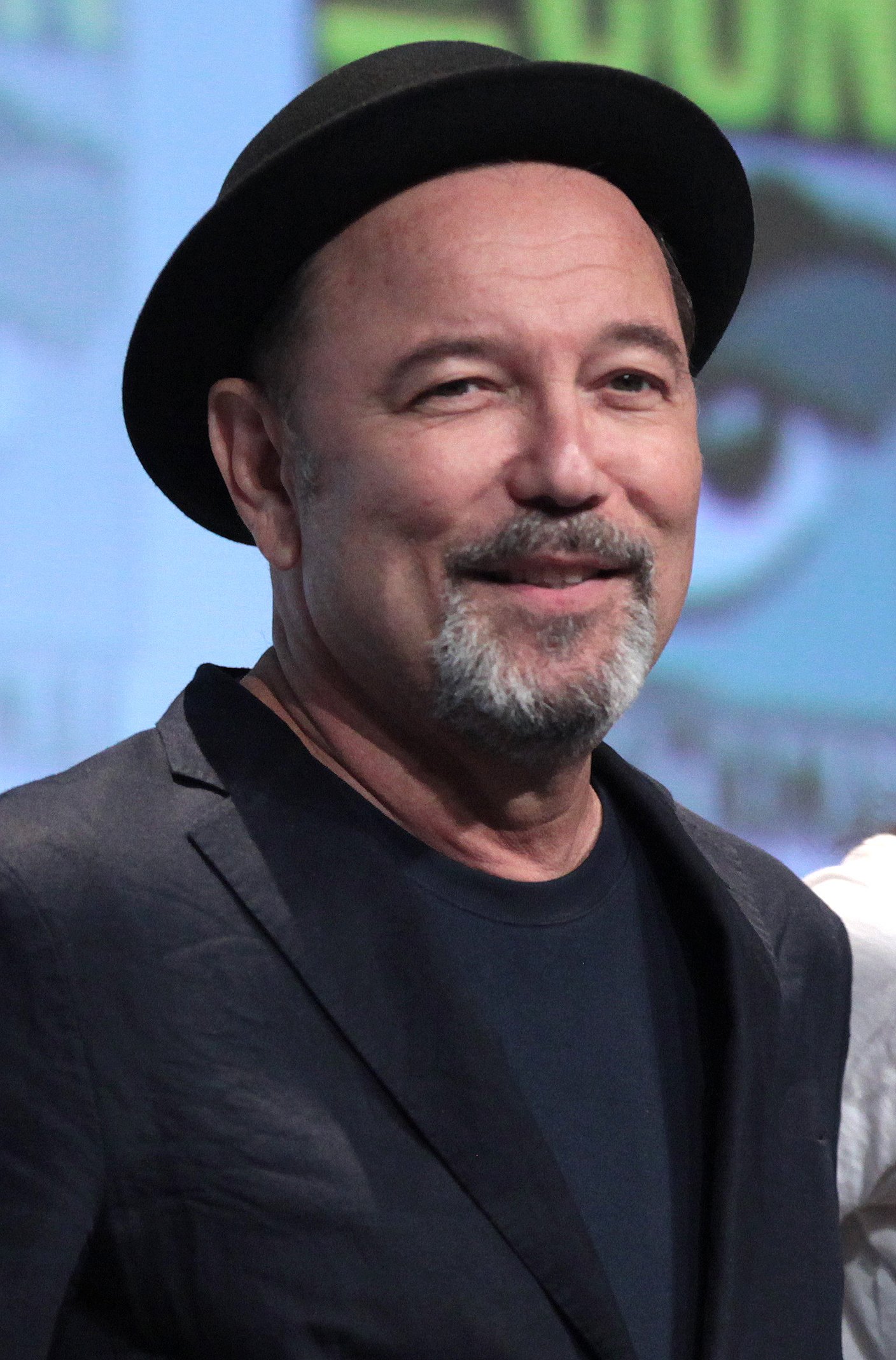
El invitado de «El Mundo Gira» es Rubén Blades, a quien Chris Carter llevaba mucho tiempo queriendo presentar en un episodio.

«El Mundo Gira» se inspiró en el recuerdo del escritor John Shiban de las «largas filas de trabajadores migrantes en los campos de fresas a lo largo de la autopista» en el área del Gran Los Ángeles. Cuando Shiban comenzó a trabajar en su guion, combinó estos recuerdos con una idea sobre una infección fúngica altamente peligrosa, junto con elementos del mito popular latinoamericano del «Chupacabras» (del que había oído hablar originalmente en un artículo en Los Angeles Times en algún momento anterior). Las versiones iniciales de la historia presentaban a un niño y luego a un camionero como los portadores del contagio antes de que Shiban se decidiera por el personaje de Eladio. A medida que la historia de Shiban se iba armando, el creador de la serie Chris Carter notó su naturaleza de telenovela/soap opera, por lo que se decidió titular el episodio «El Mundo Gira», que es la traducción al español de «The World Turns» y es una referencia directa a la popular telenovela estadounidense As the World Turns. Lozano fue interpretado por el cantante, actor y político panameño Rubén Blades, a quien Chris Carter había querido incluir en un episodio durante mucho tiempo. Coincidentemente, Raymond Cruz y Simi Mehta, los actores que interpretaron a Eladio y Gabrielle, estaban en una relación romántica en el momento de la filmación  y luego se casaron.
Al desarrollar el guion de «El Mundo Gira», Shiban pasó «varios días» en un centro de procesamiento de inmigración del Servicio de Inmigración y Naturalización (INS) en San Pedro, California, donde observó cómo actuaban y eran tratados los inmigrantes. Shiban notó que muchos de los inmigrantes se negaron a dar a los agentes del INS sus nombres reales, lo que se reflejó en el episodio final. Los escenógrafos del programa exploraron un tramo de tierra estéril cerca del aeropuerto de Boundary Bay, Vancouver, y erigieron un campamento de inmigrantes falsos para usar en el episodio. (Después de que se demolió el set, el área se usó más tarde durante la filmación del episodio «Tempus Fugit».) La filmación se retrasó temporalmente cuando nevó en el campamento el día antes de que comenzara la producción, lo que requirió que el equipo del programa usara, entre otras cosas, agua caliente y secadores de cabello para despejar el área.

## Recepción
«El Mundo Gira» se emitió originalmente en los Estados Unidos por la cadena Fox el 12 de enero de 1997. Este episodio obtuvo una calificación Nielsen de 13,3, con una participación de 19, lo que significa que aproximadamente el 13,3 por ciento de todos los hogares equipados con televisión y el 19 por ciento de los hogares que miraban televisión sintonizaron el episodio. Fue visto por 22,37 millones de espectadores.
Zack Handlen de The A.V. Club revisó el episodio positivamente, calificándolo con una B. Consideró que el episodio era «entretenido de ver» con una «dirección ingeniosa de Tucker Gates», a pesar de ser formulado y con los mismos problemas que encontró en el episodio anterior escrito por John Shiban «Teso Dos Bichos» de la tercera temporada . Handlen elogió mucho la segunda mitad, que señaló que estaba llena de humor negro y presentaba un «final extraño». El autor Keith Topping criticó el episodio en su libro X-Treme Possibilities, llamándolo un «episodio horrible con un intento de comentario social de mano dura y torpe que difícilmente encaja bien con los temas que se muestran en el resto del episodio». Lo llamó el peor episodio de la cuarta temporada. Robert Shearman y Lars Pearson, en su libro Wanting to Believe: A Critical Guide to The X-Files, Millennium & The Lone Gunmen, calificaron el episodio con una estrella de cinco y escribieron que «estaba esforzándose mucho por ser inteligente, [pero] si la inteligencia se tratara solo de la intención, entonces todos podríamos ser genios». Shearman y Pearson se burlaron del uso de la crítica social en el episodio, refiriéndose a él como «basura [porque] solo funciona si no es subrayado cada vez que se hace». Además, los dos criticaron el estilo de «novela mexicana» de la historia, señalando que ahogaba los temas en un «melodrama poco atractivo». Paula Vitaris de Cinefantastique le dio al episodio una crítica en gran parte negativa y le otorgó una estrella de cuatro. Ella escribió que «“El Mundo Gira” está tan sobrecargado de ideas que se cae y no se puede levantar».